# Formiergas
Formiergas ist ein Sammelname für leicht reduzierend wirkende Gasgemische aus Stickstoff (N2) oder Argon (Ar) und Wasserstoff (H2). Formiergas wird als Schutzgas bei der Warmverarbeitung von Metallen eingesetzt, wie Löten, Schweißen (zum Wurzelschutz), Walzen, Pressen und Glühen.
Eine frühe Anwendung solcher Gasgemische war die Schaffung einer Schutzatmosphäre für das „In-Form-Glühen“ von Wendeln aus Wolframdraht, woraus die Bezeichnung abgeleitet wurde.
Der enthaltene Wasserstoff wirkt dabei reduzierend auf Metalloxide und verhindert eine Oxidation. Formiergase sind ungiftig, bei einem Wasserstoffanteil größer 5,5 Prozent jedoch entzündlich. Daher muss bei einem Wasserstoffanteil größer 10 Prozent am Formiergasaustritt abgefackelt oder verdünnt werden.
Formiergas wird auch zur Leckortung von Leckagen im Erdreich verwendet. Mit Sensoren ist das durch das Erdreich aufsteigende Gasgemisch an der Oberfläche zu messen.
Eine weitere Anwendung, die aber inzwischen stark an Bedeutung verloren hat, ist die Hypersensibilisierung von photographischen Materialien für die Astrofotografie.
Die Herstellung von Formiergas ist durch die Spaltung von Ammoniak in einem sogenannten Ammoniakspalter oder Ammoniakcracker, auch Formiergasgenerator genannt, möglich. Dabei wird das NH3-Molekül thermisch gespalten und es entsteht ein Gemisch aus 25 % Stickstoff und 75 % Wasserstoff:
{\displaystyle \mathrm {2\ NH_{3}\longrightarrow N_{2}+3\ H_{2}} }